# Fosgen
Fosgen (kemijska oznaka karbonildiklorid; COCl2) je bojni strup - dušljivec, ki ima v normalnih okoliščinah vonj po sveže pokošenem senu. Pri 8ºC kondenzira v brezbarvno oz. bledorumeno tekočino.
Je tipičen predstavnik kratkotrajnih bojnih strupov – kontaminacija zemlje v poletnih mesecih traja od 15 do 30 minut. Občutljiv je na deževje in gosto vegetacijo – v obeh primerih se njegov učinek zelo zmanjša. Deluje samo na pljuča, kjer se pri izpostavljenosti smrtnemu odmerku začne nabirati voda v alveolih, zaradi česar le-te sčasoma postanejo nezmožne vezati kisik in izpostavljena oseba v 24 urah umre zaradi zadušitve. Fosgen je namreč slabo vodotopen. Pri vdihovanju prodre v alveole, kjer se nabira. Manjše količine spojine pod vplivom vlage v alveolih razpade na ogljikov dioksid in solno kislino. Slednja razjeda pljučno tkivo. Po 2-3 urah se pojavijo kašelj, modrikavost in pljučni edem ter nadalje smrt. Smrt običajno nastopi pri polni zavesti. Srednji smrtni odmerek LCt50 znaša okoli 3200 mg × min/m3.